# أيدان ميرفي
أيدان ميرفي (بالإنجليزية: Aidan Murphy)‏ (17 سبتمبر 1967 بمانشستر في المملكة المتحدة - ) هو لاعب كرة قدم بريطاني في مركز الوسط. لعب مع أولدهام أثلتيك ومانشستر يونايتد ونادي كرو ألكساندرا ونادي سكاربورو ونادي ويتون ألبيون وMossley A.F.C. ‏ ولينكولن سيتي أف سي ونادي وكينغ وSalem City FC ‏ ورالي إكسبرس ‏.